# 賴高山
賴高山（1924年—2004年），出生於臺中，臺灣漆藝家、畫家。致力漆藝及油畫藝術的推廣，以「千層堆漆」技法為主。參與創立中部美術學會、東南美術會。

## 生平
賴高山1924年出生於臺中，1937年進入私立臺中工藝專修學校漆工科就讀，1940年畢業時，獲當時校長山中公推薦至日本東京美術學校（今東京藝術大學）留學，師事漆藝描金蒔繪藝師河面冬山以及油畫家和田三造。1946年回臺，在臺中市成功路舊豐中戲院前開立光山行漆器廠，製作蓬萊漆器、堆朱雕刻、堆漆飾品等工藝品，以及從事千層堆漆無胎瓶之創作。其獨特的千層堆漆曾打入日本外銷市場，但隨著1980年代石化產業的快速發展，傳統工藝沒落，光山行亦受影響而解散。
除了漆藝創作，賴高山也從事油畫創作，積極推動臺灣藝術及栽培美術人才，1954年與臺中的藝術家，如林之助、顏水龍、楊啓東、呂佛庭等畫家等人創中部美術協會，並擔任理事、總幹事。1973 年與張炳南、張錫卿、張耀熙創東南美術會。2001年將自宅改建成「臺灣漆文化博物館」推廣漆藝文化，2004年10月27 日賴高山因血管動脈瘤出血逝世。

## 作品風格
賴高山的作品早期以蓬萊塗風格為主，常以臺灣在地風土、特產為題材，如原住民印象、熱帶水果、山水田野等進行創作[1]。中期運用雕漆剔紅技法，製作成層層堆疊的飾品，紋路色彩層次獨特如寶石。作品構圖多有西洋油畫創作的幾何元素底蘊，亦呈現在漆器製作與漆畫中。
1975-1980 圓雕漆盒 國立臺灣工藝研究發展中心 藏/堆漆 漆器（光山行）
1990 豐年杵歌 國立臺灣工藝研究發展中心 藏/漆器 八雲圖特殊技法,將畫底堆高之後彩繪，再上透明漆，經過彩繪、上漆、研磨、推光等,重複多道工序繪製成品。
1991 山影 國立臺灣工藝研究發展中心 藏/漆器 夾苧脫胎、貝殼貼附、變塗技法。
2002 玫瑰 順益臺灣原住民博物館 藏/油畫。

## 影響與榮譽
賴高山一生致力將漆藝傳承及推廣，其子女賴作明、賴映華，其孫賴信佑均投入漆工藝領域；2016年，第三代賴信佑重新經營光山行，主要開發日用漆器，以設計結合傳統漆藝及當代元素，讓漆藝重回民眾的日常生活。而其設立的「臺灣漆文化博物館」也由其子賴作明改為「賴高山藝術紀念館」，展出賴高山生命史以及臺灣樹漆文化。

### 榮譽
1987年 獲台中市優秀美術家文化獎
1989年 日本ICHIKAWA世界漆藝大展入獎
1998年 獲臺灣省政府頒發民族工藝終身成就獎